# Medium coeli
Medium coeli (Mᶜ eller MC), himmelsknuten är ett begrepp i astrologi. Medium coeli är den punkt som står högst på himlen vid födelseögonblicket. Enligt astrologin beskriver medium coeli i ett horoskop de drag personen strävar mot, eller bör sträva mot.